# Spiridione Brusina
Spiridione Brusina (Zara, 11 dicembre 1845 – Zagabria, 21 maggio 1909) è stato uno zoologo e malacologo croato.

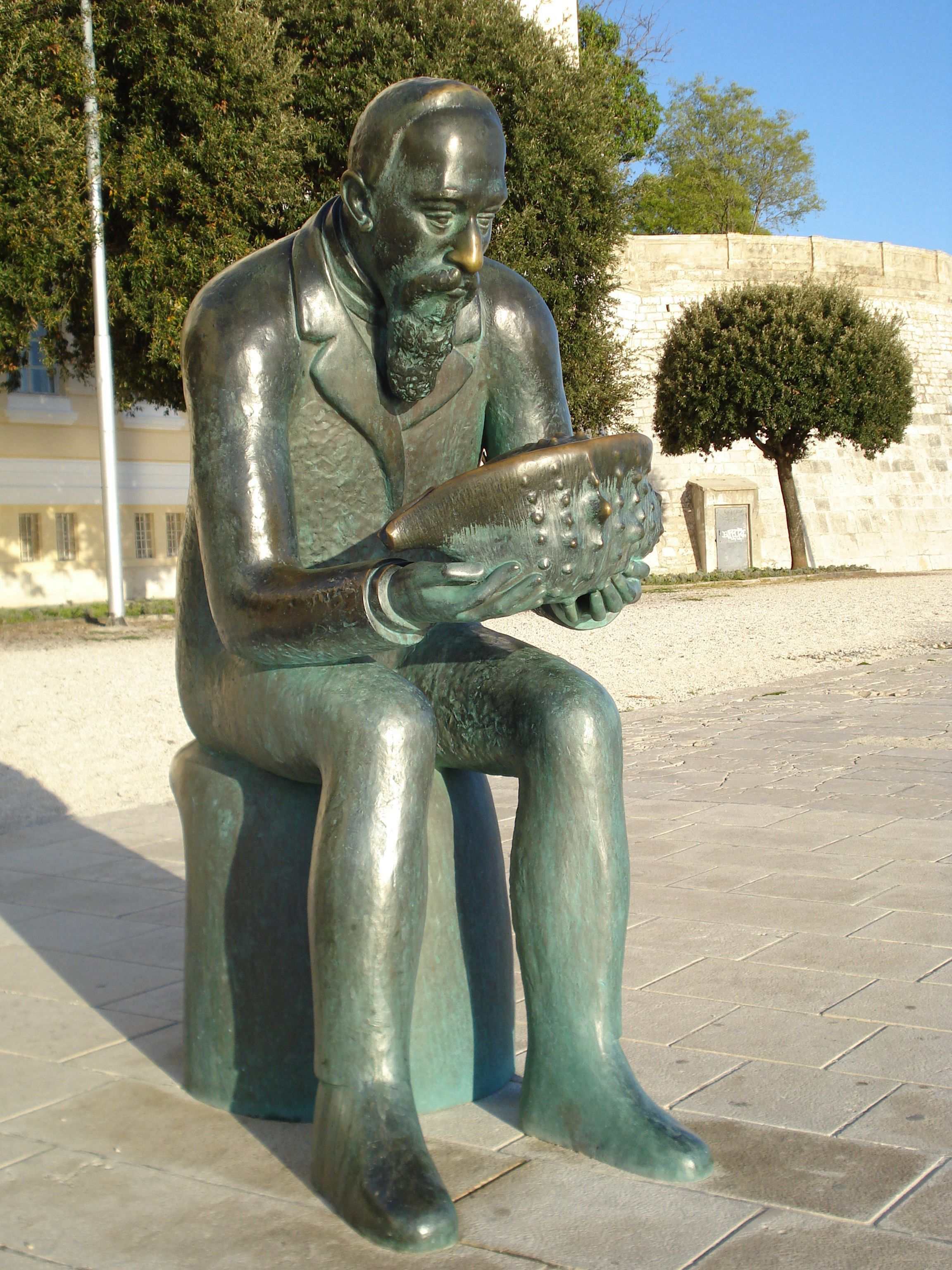
Monumento raffigurante Spiridione Brusina a Zara

Alla fine del 1885 fondò a Zagabria, la Società Croata di Scienze Naturali insieme a Oton Kučera e Gjuro Pilar.

## Taxa descritti
- Drobacia Brusina, 1904
- Emmericia Brusina, 1870
- Erjavecia Brusina, 1870
- Manzonia Brusina, 1870
- Spelaeodiscus Brusina, 1886
- Vidovicia Brusina, 1904
- Trochulus erjaveci, Brusina, 1870

| Brusina è l'abbreviazione standard utilizzata per le specie animali descritte da Spiridione Brusina. Categoria:Taxa classificati da Spiridione Brusina |